# The Antidote
The Antidote är ett musikalbum från 2003 av det portugisiska goth metalbandet Moonspell.

## Låtlista
1. In And Above Men
2. From Lowering Skies
3. Everything Invaded
4. The Souther Deathstyle
5. Antidote
6. Capricorn At Her Feet
7. Lunar Still
8. A Walk On The Dark Side
9. Crystal Gazin